# Anoplotettix lodosianus
Anoplotettix lodosianus är en insektsart som beskrevs av Dlabola 1987. Anoplotettix lodosianus ingår i släktet Anoplotettix och familjen dvärgstritar. Inga underarter finns listade i Catalogue of Life.